# الیف شافاک
الیف شافاک یا الف شفق (به ترکی استانبولی: Elif Şafak؛ تلفظ ترکی: [eˈlif ʃaˈfak]؛ زادهٔ ۲۵ اکتبر ۱۹۷۱، فرانسه) نویسندهٔ ترکی-انگلیسی است.

## زندگی
وی در استراسبورگ فرانسه از والدینی ترک و بریتانیایی به دنیا آمد و پس از جدایی والدین به همراه مادرش به ترکیه بازگشت. او از دانشگاه فنی خاورمیانه در آنکارا لیسانس روابط بین‌الملل و فوق لیسانس مطالعات زنان و دکتری علوم سیاسی گرفت. او در هنگام تحصیل در دوره فوق‌لیسانس، اولین کتاب داستانش را در سال ۱۹۹۴ و در سال ۱۹۹۷ هم رمان دومش را منتشر کرد. پس از اتمام دوره دکترا به استانبول آمد و آینه‌های شهر را نوشت. شافاک در سال‌های ۲۰۰۴–۲۰۰۳ با درجهٔ استادیاری در دانشگاه میشیگان و بعد در بخش مطالعات خاور نزدیک دانشگاه آریزونا مشغول به کار شد و از ۲۰۰۵ تا ۲۰۰۹ نیز ستون‌نویس روزنامهٔ زمان بود.
شافاک در سال ۱۹۹۸ با رمان «پنهان» برنده جایزه «رومی»، که به بهترین اثر ادبیات عرفانی ترکیه تعلق می‌گیرد، شد. او نشان شوالیه را که از مدال‌های فرهنگی کشور فرانسه است دریافت کرده و بارها به فهرست نهایی و اولیه جوایز جهانی از جمله جایزه ادبیات داستانی زنان «اورنج» (بیلیز)، جایزه دستاوردهای زنان آسیایی، جایزه مهم «ایمپک دوبلین»، ادبیات داستانی مستقل بریتانیا، جایزه بین‌المللی روزنامه‌نگاری و … راه پیدا کرده‌است.
او ۱۰ رمان به انگلیسی و فرانسوی و ترکی منتشر کرده‌است که بعضشان به فارسی ترجمه شده‌است؛ از جمله: آینه‌های شهر، قصر پشه، ملت عشق، شرافت، مرید معمار و حرام‌زاده استانبول.

## دادگاه
بخاطر اشاره به نسل‌کشی ارمنی‌ها در رمانِ دوّمش به نام حرام‌زاده استانبول (The Bastard of Istanbul) از سوی دادگاه‌های ترکیه به جرم اهانت به ترک بودن متهم شد. پرونده او در ژوئن ۲۰۰۶ بسته شد ولی در ژوئیه همان سال بازگشوده و وی با احتمال سه سال زندان روبرو شد. مترجم و ناشر او هم به سرنوشت الیف شافاک محکوم به ۳ سال حبس شد. در ۲۱ سپتامبر ۲۰۰۶ بخاطر کمبود مدرک پرونده او از نو بسته شد.

## آثار
- ۱۹۹۴ آناتولی ای برای چشمهای بد (داستان کوتاه)
- ۱۹۹۷ پنهان
- ۱۹۹۹ آینه‌های شهر
- ۲۰۰۰ مَحرم (نگاه ها)
- ۲۰۰۲ قصر پشه - با نام اصلی (Bit palace)
- ۲۰۰۴ برزخ (شفاگر جنون)
- ۲۰۰۴ تقدس نخستین دیوانگی‌ها
- ۲۰۰۶ حرام‌زاده استانبول
- ۲۰۰۷ شیر سیاه (شیر تلخ) یا (بعد از عشق)
- ۲۰۰۹ ملت عشق
- ۲۰۱۰ گریزان
- ۲۰۱۱ شرافت (اسکندر)
- ۲۰۱۲ شمسپاره (۲۰۱۲)[۴]
- ۲۰۱۴ شمعدانی عطری
- ۲۰۱۴ من و استادم (شاگرد معمار) (شهری بر لبه آسمان)
- ۲۰۱۶ سه دختر حوا
- ۲۰۱۸ فکر نکن تنهایی
- ۲۰۱۹ ۱۰ دقیقه و ۳۸ ثانیه در این دنیای عجیب[۵]
- ۲۰۲۱ جزیره درختان گمشده
- ۲۰۲۰ فرزانگی در عصر تفرقه

## جایزه‌ها
- نامزد جایزه بین‌المللی ادبی دوبلین IMPAC برای کتاب «چهل قانون عشق» (۲۰۱۲)
- جایزه بنیاد نویسندگان و روزنامه نگاران ترکیه (۲۰۰۹)
- جایزه بهترین داستان از سوی انجمن نویسندگان ترکیه برای رمان «محرم» (۲۰۰۰)
- جایزه رومی برای رمان «پنهان» ۱۹۹۸